# Адалберо фон Епенщайн
Адалберо фон Епенщайн (на немски: Adalbero von Eppenstein, * 980; † 28 ноември 1039, Еберсберг) от фамилията Епенщайни, e от ок. 1000 до 1011 г. маркграф в Марка Щирия, херцог на Каринтия и маркграф на Верона от 1011/1012 до 1035 г.

## Биография
Син е на Маркварт III († 1000) и на Хадамуд фон Еберсберг от род Зигхардинги, дъщеря на граф Адалберо I от Еберсберг, маркграф в Марка Крайна.
Той последва баща си през 1000 г. като маркграф на Щирия (или Марка на Мур или Каринтската марка). Освен това той е граф в Енстал и Юденбург (граф на Епенщайн) и на Графство Мюрцтал. През 1012 г. е назначен от импертор Хайнрих II за херцог на Каринтия и получава Маркграфството Верона с Фриули/Крайна и Тренто. Той поема също и Графство Горица и Градишка.
Адалберо се жени за Беатрис († сл. 1025), дъщеря на Херман II, херцог на Швабия от Конрадините. Жена му е сестра на императрица Гизела Швабска, съпругата на император Конрад II Стари. Другата нейна сестра, Матилда Швабска, е омъжена за Конрад I (херцог на Каринтия до 1011 г.).
През 1019 г. Адалберо е победен при Улм в конфликта за наследството между неговия тъст и Конрад II Млади, който е отминат в наследството на баща му като херцог на Каринтия. Адалберо трябва да напусне Швабия.
През 1003/1025 г. се основава първият манастир в Каринтия, St. Georgen am Längsee, и Адалберо става неговият пръв фогт. Той придружава императора през 1027 г. и участва при короноването на Хайнрих III в Аахен. През септември 1027 г. Адалберо е носач на меча на императора в Синода от Франкфурт.
През май 1035 г. отношенията между Адалберо и император Конрад II се изострят. Той е обвинен в предателство. Адалберо загубва през 1035 г. в Бамберг всичките си служби и дадените му собствености. Каринтската марка е дадена на граф Арнолд II от Велс-Ламбах. Каринтия е дадена едва на 2 февруари 1036 г. на Конрад II Млади.
Адалберо търси боеве през 1036 г. против своите противници в Каринтия. За отмъщение той убива императорския маркграф Вилхелм от Фризах-Целтшах, господар на Марка Савиня и съпруг на Хемма от Гурк. Той трябва да се оттегли в Еберсберг/Ересбург, резиденцията на фамилията на майка му, и отива в изгнание. Едва след смъртта на Конрад II той се връща обратно, но Хайнрих III не му дава старите титли.
Адалберо умира на 28 ноември 1039 г. в Еберсберг, Бавария, и е погребан в манастира Гайзенфелд. Неговата богата собственост остава на неговия син Маркварт и образува основният камък за издигането отново на неговия род.

## Деца
Адалберо и Беатрис имат децата:
- Маркварт IV († 1076), граф на Вихбахгау, от 1039 г. граф в Каринтия, от 1070 г. маркграф на Истрия-Крайна, от 1073 г. херцог на Каринтия
- Адалберо († 1057), клерик, епископ на Бамберг от 1053 г.
- Вилибирга, омъжена за Отокар I († 29 март 1075 ?), от 1056 г. маркграф на Каринтската марка (Щирия)